# Kevin Kis
Kevin Nicolas Kis (Rocourt, 26 september 1990) is een Belgische voetballer. Hij is een linksvoetige verdediger. Zijn favoriete positie is die van linksachter. Sinds het seizoen 2022-2023 speelt hij bij Patro Eisden Maasmechelen en dwong mee de promotie af naar Eerste Nationale.

## Carrière
Kis begon zijn loopbaan bij RFC Chaudfontaine, waar hij speelde van zijn 5de tot zijn 13de. Daarna vertrok hij naar RCS Verviétois, waar hij al na 1 jaar werd opgemerkt door KRC Genk. Bij Genk speelde hij vooral bij de reserven, slechts enkele malen zat hij op de bank bij het eerste elftal. In het seizoen 2007/2008 mocht hij eenmaal invallen. Het bleef echter bij deze ene invalbeurt.
In 2010 liep zijn contract af bij KRC Genk. Kis wilde enkel bijtekenen als hij een profcontract mocht ondertekenen. Genk zag dit echter niet zitten en Kis tekende dan voor KVC Westerlo. Hier kon hij ook niet overtuigen en na een seizoen stapte hij over naar de tweedeklasser KAS Eupen. Daar kwam hij voor het eerst in zijn carrière aan spelen toe.
Na een periode van twee jaar bij de Nederlandse tweedeklasser Fortuna Sittard tekende Kis op 16 juni 2015 een contract voor één seizoen (met optie voor een bijkomend seizoen) bij tweedeklasser KSV Roeselare. Die twee jaar deed hij uit, om in 2017 vervolgens bij Union Sint-Gillis te tekenen.

## Clubstatistieken
| Seizoen         | Club              | Land            | Competitie         | Competitie | Competitie | Beker | Beker | Totaal | Totaal |
| Seizoen         | Club              | Land            | Competitie         | Wed.       | Dlp.       | Wed.  | Dlp.  | Wed.   | Dlp.   |
| --------------- | ----------------- | --------------- | ------------------ | ---------- | ---------- | ----- | ----- | ------ | ------ |
| 2007/08         | KRC Genk          | België          | Jupiler League     | 0          | 0          | 0     | 0     | 0      | 0      |
| 2008/09         | KRC Genk          | België          | Jupiler Pro League | 0          | 0          | 0     | 0     | 0      | 0      |
| 2009/10         | KRC Genk          | België          | Jupiler Pro League | 0          | 0          | 0     | 0     | 0      | 0      |
| 2010/11         | KVC Westerlo      | België          | Jupiler Pro League | 0          | 0          | 0     | 0     | 0      | 0      |
| 2011/12         | KAS Eupen         | België          | Tweede klasse      | 38         | 0          | 1     | 0     | 39     | 0      |
| 2012/13         | KAS Eupen         | België          | Belgacom League    | 17         | 1          | 0     | 0     | 17     | 1      |
| 2013/14         | Fortuna Sittard   | Nederland       | Eerste divisie     | 35         | 0          | 1     | 0     | 36     | 0      |
| 2014/15         | Fortuna Sittard   | Nederland       | Eerste divisie     | 36         | 1          | 2     | 0     | 38     | 1      |
| 2015/16         | KSV Roeselare     | België          | Proximus League    | 21         | 1          | 0     | 0     | 21     | 1      |
| 2016/17         | KSV Roeselare     | België          | Proximus League    | 31         | 5          | 1     | 0     | 32     | 5      |
| 2017/18         | Union Sint-Gillis | België          | Eerste klasse B    | 31         | 1          | 2     | 1     | 33     | 2      |
| 2018/19         | Union Sint-Gillis | België          | Eerste klasse B    | 2          | 0          | 0     | 0     | 2      | 0      |
| Carrière totaal | Carrière totaal   | Carrière totaal | Carrière totaal    | 211        | 9          | 7     | 1     | 218    | 10     |

1 Geladé ·
3 Kis ·
4 Borry ·
5 Olivier ·
6 Dijkhuizen ·
7 Van Eenoo ·
8 Peeters ·
11 Dansoko ·
12 Belin ·
14 Renson  ·
17 Che ·
18 Kenne ·
20 Wilmots ·
26 Kempeneers ·
27 Vreys ·
29 Pietermaat ·
30 Bammens ·
37 Francisco ·
40 Simba ·
45 Ndior ·
48 Abid ·
52 Sarfo ·
81 Mabanza ·
90 Kiankaulua ·
99 Van Landschoot ·
Coach: Stijnen